# クレイ・マコーレー
クレイ・マコーレー（英語: Clay MacCauley, 1843年5月8日 - 1925年11月15日）は、かつて日本で活動したアメリカ・ユニテリアン協会の宣教師。

## 生涯
1843年にアメリカ合衆国ペンシルバニア州のチェンバーズバーグに生まれる。ペンシルバニア州は、ジョセフ・プリーストリーが1796年に米国初のユニテリアン教会であるフィラデルフィア第一ユニテリアン教会が設立した州で、司祭はウィリアム・ヘンリー・ファーネスであった。
南北戦争時は北軍に志願し、戦後、イリノイ州の長老派の神学校に入学して牧師になる。その後、ユニテリアン協会に転入する。ドイツに留学し、1875年にアメリカに帰国し、1887年に、妻の死をきっかけに外国伝道に志を持つ。
1889年、アメリカ・ユニテリアン協会より派遣されて、アーサー・ナップの後継者として来日する。
来日時にユニテリアンの宣教師は7人いたが、マコーレーだけは1920年まで日本に滞在して多くの業績を残した。日本アジア協会の会長になり、米国日本平和協会（American Peace Society of Japan）の会長にもなった。
『ゆにてりあん』『宗教』『六合雑誌』の刊行に寄与し、多数の論文、小倉百人一首の翻訳などを発表する。